# Атланта Фэлконс
Атла́нта Фэ́лконс (англ. Atlanta Falcons) — профессиональный клуб по американскому футболу из Атланты, штат Джорджия, США. Выступает в Национальной футбольной лиге. Команда была основана в 1966 году. «Атланта Фэлконс» принадлежит бизнесмену  Артуру Бланку, который занимает 375 строчку в списке Forbes (5,7 млрд долларов на 2020 год). В 2017 году клуб переехал на стадион «Мерседес-Бенц Стэдиум».

## Названия
Атланта Фэлконс (1966-настоящее)

## Достижения
Победители чемпионата лиги (0)
Победители конференции (2)
- НФК: 1998, 2016

Победители дивизиона (6)
- Запад НФК: 1980, 1998
- Юг НФК: 2004, 2010, 2012, 2016